# Czarnogórska Czuba
Czarnogórska Czuba (słow. Kolový úplaz, Vrch nad Úplazom, niem. Wiesenkuppe, Weiße Kuppe, węg. Pázsitos) – końcowe wzniesienie Bździochowej Grani o wysokości 1784 m, znajdujące się w słowackiej części Tatr Wysokich. Od masywu Żółtej Czuby na południu oddzielają ją (z północy na południe) Czarnogórska Przełączka, Samojedna Skałka i Przełączka pod Żółtą Czubą.

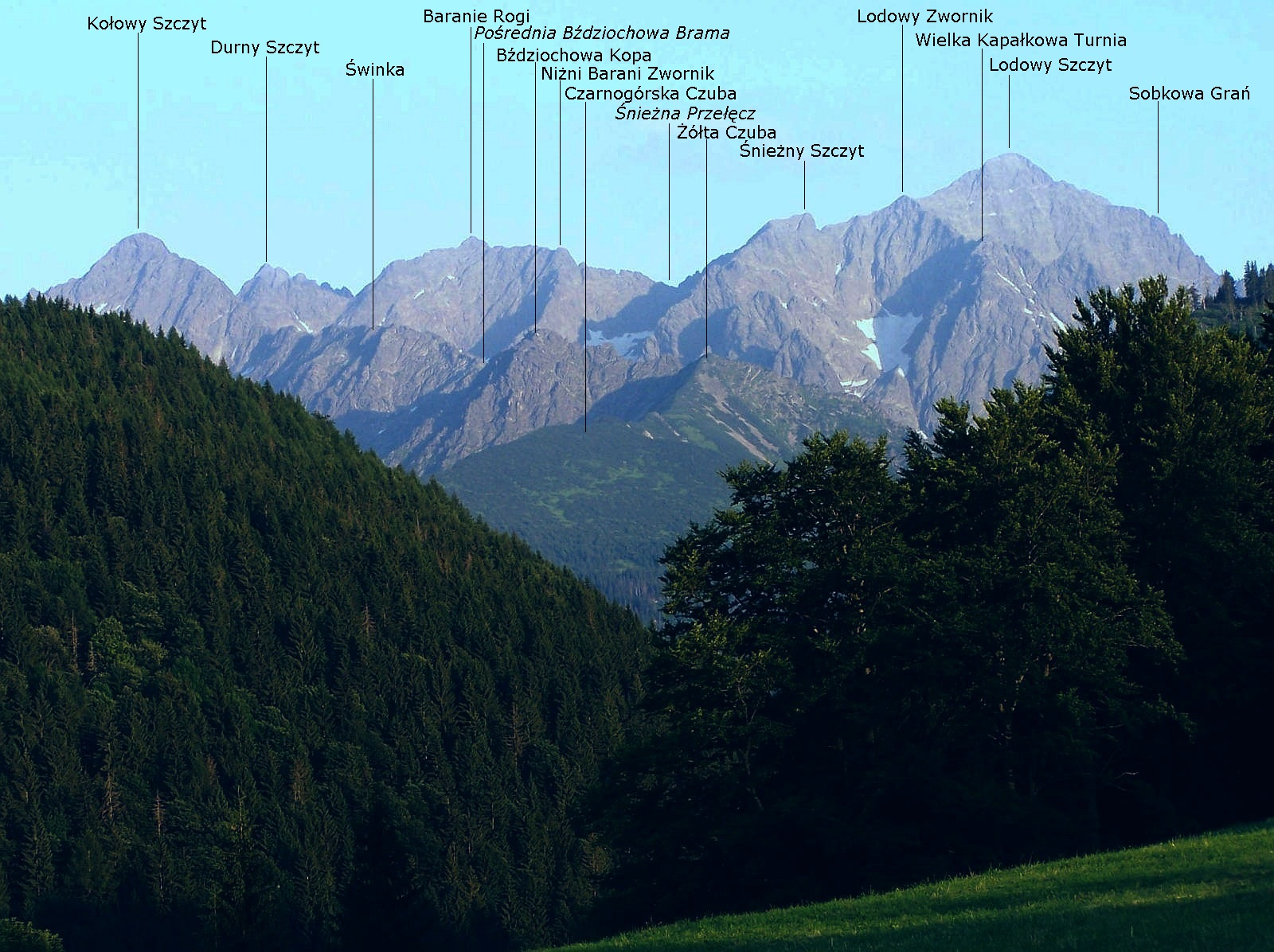
Czarnogórska Czuba wśród podpisanych obiektów

Dolny odcinek Bździochowej Grani z Czarnogórską Czubą oddziela położoną na wschodzie dolną część Doliny Kołowej od głównego ciągu Doliny Jaworowej. Długa północna grań masywu opada łagodnie w kierunku Doliny Zadnich Koperszadów. Od zwornikowego wierzchołka Czarnogórskiej Czuby na zachód w stronę Doliny Jaworowej odchodzi boczna, krótsza i bardziej stroma grań, której południowe stoki opadają do Żlebu do Portek długim skalnym urwiskiem nazywanym Czarnogórskim Murem. Między tymi dwiema graniami rozciąga się trawiasty Czarnogórski Upłaz, od którego nazwy wywodzi się nazwa Polany pod Upłazem znajdującej się w niższych partiach stoków, już poniżej granicy lasu. Zachodnia grań masywu jest dość nietypowa – stanowi jedynie południowe ograniczenie Czarnogórskiego Upłazu, podcięte Czarnogórskim Murem. W stronę Doliny Kołowej masyw opada szerokim zboczem o wysokości do 180 m, w którym gdzieniegdzie pojawiają się urwiste skały. Ściśle rzecz biorąc, z Czarnogórskiej Czuby na północ zbiegają ku wylotom Doliny Zadnich Koperszadów i Doliny Kołowej dwa zalesione grzbiety o niemal równoległym przebiegu, których górne fragmenty łączą się w okolicy Polany pod Upłazem. W północnych stokach masywu położone są też inne polany: Gombosia Cyrhla już w Dolinie Jaworowej oraz Kołowy Burdel na wschód od Polany pod Upłazem. Na wschód od Czarnogórskiej Czuby znajduje się Kotlinka przed Słupem.
Czarnogórska Czuba jest zbudowana z triasowych wapieni i dolomitów. W jej stokach znajdują się liczne jaskinie, wśród których jest najgłębsza w słowackich Tatrach jaskinia Jaworzynka. Jej dolny wylot jest położony w rejonie Gombosiej Cyrhli, łączy się on z uważaną dawniej za odrębną Jaskinią Nadziei w północnym grzbiecie Czarnogórskiej Czuby. W Czarnogórskim Murze znajduje się sieć Czarnogórskich Jaskiń, a także Jaskinia Wiernych i Jaskinia pod Upłazem.
Podobnie jak na inne obiekty w Bździochowej Grani, na Czarnogórską Czubę nie prowadzą żadne znakowane szlaki turystyczne. Najdogodniejsza droga dla taterników wiedzie na wierzchołek z dolnej części Doliny Zadnich Koperszadów przez Czarnogórski Upłaz.
Pierwsze wejścia na Czarnogórską Czubę nie są znane. Okoliczni pasterze, poszukiwacze skarbów czy myśliwi od dawna znali ten wierzchołek, więc najprawdopodobniej któryś z nich dokonał na niego pierwszego wejścia. Na Polanie pod Upłazem wypasali niegdyś swoje owce górale z Jurgowa, Czarnej Góry i Rzepisk. Od drugiej z tych miejscowości pochodzi nazwa masywu. Dawniej szczyt nazywano błędnie Upłazem lub Wielkim Upłazem, przenosząc na wierzchołek określenie Czarnogórskiego Upłazu.